# MÁV 12 sorozat
A MÁV 12 sorozata egy kísérleti motorpótló szertartályos gőzmozdonytípus (régies nevén: kismozdony) volt.

## Története
A MÁV jelentős számú gőzmotorkocsival rendelkezett, ám azok üzembiztonsága rossz volt, ezért gyakran kiestek az üzemből. Ezen hiányok pótlására írt ki pályázatot a MÁV un. motorpótló mozdonyokra. A  MÁV gépgyár 77. szerkezetszámú, 1976-1977 gyári számú mozdonyai 1907 végén készültek el  Ezek a mozdonyok a bajor ML 2/2 mozdonyok másolatainak voltak tekinthetők. A Maffei rendszert azért választották, mert ennél a henger kerékpárok közötti elhelyezése és a két kisméretű ellendugattyú az alternáló mozgást végző tömegeket és azok hatását csökkentette, így a mozdony futása 60 km/h sebességnél sem vált nyugtalanná.
A két mozdonyt a MAV új kategóriaként, az egyszemélyes kiszolgálású motorpótló mozdonyok számára új jelöléssel mint MIl. osztályt, a 10101 és 10102 pályaszámokkal 1907 december 11-én, illetve 19-én vette át és azokat Nyíregyháza fűtőház állagába osztotta be. 1911-ben a mozdonyokat a 12,001 és 12,002 pályaszámokra számozták át Bonyolult szerkezetük miatt nem voltak kedveltek, és karbantartásuk is nehézkes volt, ezért az első világháború után már nem teljesítettek vonali szolgálatot. Az 1925-ben tervezett átszámozás során túlhevítős jellegüknél fogva a 12,501-502 pályaszámokat jelölték kis számukra. 1926 decemberben mindkét mozdonyt letétbe helyezték az Északi Főműhelyben, selejtezésükre azonban csak 1936-ban került sor.

## Műszaki leírás
A kis, mindössze 6,48 m ütközők közötti hosszú mozdonyok elrendezése, méretei szinte azonosak voltak, mint a mintául vett bajor mozdonyoké: a Schmidt-féle túlhevítővel ellátott 0,72 m2 rostélyfelületű, 35 m elgőzölögtető- és 6,6 m2 túlhevítő felületű, kazán 12 bar nyomású túlhevített gőzt állított elő. A tüzelőanyag félönműködő táplálása a sátorban elhelyezett tölcsér alakú széntartóból rázóadagolással történt. A kazáriban termelt gőz dugattyús tolattyúkkal szabályozva jutott el a mozdony 2,9 m tengelytávolságának felezőjében a keret külső oldalán felszerelt hengerekbe, amelyekben két-két 260 mm mérőjű ellendugattyú működött 280 mm lökethosszal. A dugattyúk hajtórúddal hajtott az első és hátsó kerékpár egymástól 180-ra elékelt forgattyúit. a két kerékpárt belső csatolórudak kapcsolták össze. A mozdonyt Heusinger-Walschaert rendszerű vezérművel látták el. A 191 kW (260 lóerő) teljesítményű, 20,6 t üzemképes tömegű mozdonyt, melynek gépezeti vonóereje 27 kN, tapadási vonóereje 32,4 kN volt, a 990 mm futók átmérőjű kerékpárok 322 1/min fordulaton 60 km/h sebességgel hajtották